# Hürup
Hürup (dänisch Hyrup) ist eine Gemeinde im Kreis Schleswig-Flensburg in Schleswig-Holstein. Der Ort ist Verwaltungssitz des gleichnamigen Amts.

## Geographie

### Geographische Lage
Das Gemeindegebiet von Hürup erstreckt sich im nördlichen Bereich von Angeln (naturräumlichen Haupteinheit Nr. 700) südöstlich von Flensburg.

### Ortsteile
Siedlungsgeographisch umfasst die Gemeinde eine Vielzahl von Siedlungspunkten. Neben dem für die Gemeinde namenstiftenden Kirchdorf sind die weiteren Dörfer Maasbüll (Masbøl), Rüllschau (Rylskov), Tastrup (Tostrup) und Weseby (Veseby), die Häusergruppen Herregaardlei (dänisch Herregaardled), Hürupfeld, Hürupmühle, Kleintastrup (Lille Tostrup), Kielsgaard (Kilsgårde), Maasbüllfeld, Maasbüllhof, Maasbüllmoor, Neukrug (Nykro), Ruhnmark, Tastrupfeld (Tostrupmark) und Wattschaukrug, die Haussiedlung Wesebykjer, außerdem die Streusiedlung Hürupholz (Hyrup Skov) weitere Ortsteile.

### Nachbargemeinden
Die Gemeinde Hürup ist unmittelbar umgeben von den Gemeindegebieten:
| Flensburg  | Wees                                        | Munkbrarup |
|            | Kompassrose, die auf Nachbargemeinden zeigt | Husby      |
| Freienwill |                                             | Ausacker   |

## Geschichte
Archäologische Funde belegen, dass das Gemeindegebiet in der Jungsteinzeit und der Bronzezeit besiedelt war.
Hürup wurde 1352 erstmals als Hudderup erwähnt. Der aus der dänischen Sprache stammende Ortsname bedeutete vermutlich hochliegendes Dorf oder Dorf bei den Grabhügeln. Hy ist Angeldänisch (bzw. Synnejysk) für Reichsdänisch høj.
Hürup gehörte über Jahrhunderte zur Husbyharde und zum Amt Flensburg, dem 1867 der Kreis Flensburg nachfolgte.
Der Gebietszuschnitt aus dem Jahr 1970 bestand bis ins Jahr 2023 hinein. Zum 1. März 2023 erfolgte die Eingemeindung von Tastrup und Maasbüll (inklusive Rüllschau) nach Hürup.

## Politik

### Gemeindevertretung
Bei der Kommunalwahl am 14. Mai 2023 wurden insgesamt 14 Sitze vergeben. Von diesen erhielt die Kommunale Wählergemeinschaft Maasbüll, Tastrup und Hürup sechs Sitze, die Grüne Liste Hürup und die CDU je drei Sitze und der SSW zwei Sitze.

### Wappen
Blasonierung: „In Grün ein wachsendes goldenes Kirchturmdach mit Laterne und Wetterhahn, rechts davon ein goldenes sechsspeichiges Wagenrad, links davon ein goldenes Buchenblatt.“

### Altes Wappen

Wappen bis 28. Februar 2023

Die bis zum 28. Februar 2023 bestehende Gemeinde Hürup führte seit 2003 ein Wappen mit folgender Blasonierung: „In Grün ein wachsendes mit einer grünen Lilie belegtes goldenes Kirchturmdach mit Laterne und Wetterhahn, rechts und links begleitet von je einem goldenen dreiblättrigen Kleeblatt.“

### Partnergemeinde
- Neverin in Mecklenburg-Vorpommern

## Wirtschaft und Infrastruktur
Im Gemeindegebiet überwiegt die Wohnnutzung, die Ortsränder sind nach wie vor landwirtschaftlich geprägt. Dennoch existieren vielfältige Einkaufsmöglichkeiten im Ort, unter anderem: ein Supermarkt, ein Bäcker, ein Baustoffhandel, ein Teppichgeschäft und ein Friseur.

### Verkehr
Wichtigste Fernstraße ist die Landesstraße, die Flensburg mit Sörup und Sterup verbindet und unmittelbar nördlich in West-Ost-Richtung an Hürup vorbeiführt. Die alte Dorfstraße ist Teil der Nord-Süd-Verbindung von Glücksburg nach Großsolt.
Von 1901 bis 1938 hatte Hürup einen Eisenbahnanschluss der Flensburger Kreisbahn. Die Schmalspurstrecke von Flensburg nach Satrup war jedoch sehr kurvenreich ausgebaut (nicht zuletzt, um Hürup anzuschließen). Der Bahnhof ist noch als Gaststätte erhalten. Heute liegen die nächsten Bahnstationen in Flensburg und Husby.

### Militär
- Marinefunksendestelle Hürup

## Kultur und Sehenswürdigkeiten
In der Liste der Kulturdenkmale in Hürup stehen die in der Denkmalliste des Landes Schleswig-Holstein eingetragenen Kulturdenkmale.

### Bauwerke
Die Marienkirche im Ortsteil Hürup, eine spätromanische Backsteinkirche, wurde Anfang des 13. Jahrhunderts errichtet. Der Westturm entstand im 16. Jahrhundert. Obwohl relativ klein, ist die Kirche reich ausgestattet. Wertvollster Kunstschatz ist die Passionsfolge aus dem 12. Jahrhundert.
In Rüllschau befindet sich mit der Michaeliskirche eine zweite romanische Kirche aus dem 13. Jahrhundert.

### Sport
In Hürup ist der TSV Hürup ansässig, dessen Männermannschaft in der Handball-Oberliga Hamburg - Schleswig-Holstein spielt.

## Persönlichkeiten
- Anna Katharina Kasch (1839–1900), Schriftstellerin und Übersetzerin

## Sonstiges
In Dänemark gibt es weitere Orte namens Hyrup bzw. Hürup. Zwei davon liegen im Kirchspiel Øsby (dt.: Oesby) östlich und im Kirchspiel Bevtoft westlich von Haderslev (dt. Hadersleben).